# Kenneth Sjökvist
Kenneth Sjökvist är född 1948, bosatt i Saltsjöbaden. Han var tidigare en socialdemokratisk politiker i Stockholms läns landsting, bl.a. som 2:e vice ordförande i Sydöstra sjukvårdsområdet.
Sjökvist blev mer allmänt känd i november 2004 i samband med stiftelsen Anna Johansson-Visborgs minne. Sjökvist var hyresgäst i en av de stugor som fanns på området och ingick därmed i stiftelsens styrelse. Han påstod att den varit svår att hyra ut men lämnade senare tillbaka den.